# Patty Moon
Patty Moon ist eine Band, die 1998 von Judith Heusch (Komposition, Gesang, Klavier) und Tobias Schwab (Arrangements, Gitarre, Bass, Piano, Akkordeon, Klarinette, Melodica, Percussion) gegründet wurde. Die Musik von Patty Moon ist durch Einflüsse der Electronica geprägt, die sich mit zahlreichen klassischen und akustischen Elementen wie Streichquartetten oder Klaviermotiven mischen. Die Band wird sowohl dem Pop- als auch dem Independent-Genre zugeordnet.

## Bandgeschichte
Über den großen Bruder lernte Judith Heusch 1998 den Produzenten und Multi-Instrumentalisten Tobias Schwab auf einer Uni-Demonstration kennen. Durch das Engagement des Bruders konnte Judith alsbald erste Aufnahmen in Schwabs Studio machen, welche sogleich zur Gründung der Band „Patty Moon“ motivierten. Das erste Album mit dem Namen Clouds Inside erschien im Jahr 2004 und wurde von Notwist-Produzent Mario Thaler im Uphon-Studio in Weilheim abgemischt. Veröffentlicht wurde die Platte vom Jazz- und Weltmusik-Label Traumton Records aus Berlin.
Anschließend erfolgten diverse Gigs in Deutschland und Zusammenarbeiten mit anderen Projekten. Es folgte eine Zeit der Nachdenklichkeit und Krise, bis sich die Musiker wieder in einem gemeinsamen Ziel finden konnten: dem zweiten Album Lost in Your Head (ebenfalls bei Traumton Records 2008 erschienen). Im Jahr 2011 erschien schließlich das Album Mimi and Me, auf dem die Band drei Songs für den Kinofilm In der Welt habt ihr Angst von Hans W. Geißendörfer beisteuerte.

## Kollaborationen
- Auf dem Album Clouds Inside wurden die String-Arrangements von der Holst-Sinfonietta Freiburg gespielt.
- Die Lieder Landscape, Stardust und Cover Me vom Album Mimi and Me wurden für den Kinofilm In der Welt habt ihr Angst von Hans W. Geißendörfer geschrieben, der am 3. März 2011 in die deutschen Kinos kam.
- Das Lied Straight Alone wurde im Kinofilm Mein bester Feind von Wolfgang Murnberger verwendet.

## Diskografie

### Alben
- 2004: Clouds Inside (Traumton Records)
- 2008: Lost in Your Head (Traumton Records)
- 2011: Mimi and Me (Traumton Records)
- 2017: Head for Home  (Traumton Records)

### EPs
- 2002: Mister Sky (EP, Eigenveröffentlichung)
- 2005: Split (Split-EP zusammen mit The Callahan Affair, Eigenveröffentlichung)
- 2009: Dream up (Traumton Records)